# 도라에몽 3D Short
도라에몽 3D Short(일본어: ドラえもん３Ｄショートムービー)은 2008년 3월 8일에 개봉한 일본의 애니메이션 영화로 도라에몽 극장판이다. 《극장판 도라에몽: 진구와 초록거인전》의 동시 상영작이다.

## 줄거리

### 프롤로그
도라에몽이 걷다가 대나무 헬리콥터를 타고 난다.

### 도라야키 공장
도라에몽은 도라야키 공장에 있었다. 그는 도라야키들을 본다. 근데 도라에몽이 갑자기 도라야키를 한 개 집어 먹는다. 그 순간 집게가 도라에몽을 잡고 버터에 빠뜨리고, 오븐에 굽는 것이다. 도라에몽은 오븐 안에서 선글라스를 끼고 선탠을 즐긴다. 그때 파이프로 떨어지고 도라야키 안에 단팥 대신 들어가고 납작해진다.

### 오시즈카니
도라야키를 먹고 싶어서 도라에몽은 사다리를 타고 지붕 위로 올라간다. 근데 갑자기 고양이 먹이 캔과 도라에몽이 떨어지고 밑에 있던 고양이는 도라에몽에게 상처를 입힌다. 도라에몽은 할 수 없이 고양이를 돌본다.